# Улица Чернышевского (Серпухов)
У́лица Черныше́вского — улица в городе Серпухове Московской области. Расположена в Занарье. Длина около 1300 метров. Прежнее название — Боровская улица.

## Транспорт
Улица Чернышевского — одна из основных городских транспортных артерий на правом берегу Нары, связывает центр города с западными пригородами, в том числе с посёлком Большевик. По улице осуществляется движение общественного транспорта городских и пригородных маршрутов.
Начало берёт от реки Нара в историческом центре города. Из речной долины поднимается на запад, пересекаясь с Пролетарской улицей, улицей Карла Маркса, пересекает площадь 49-й армии и улицу Народного ополчения, затем с Большую профсоюзную и улицу Захаркина. В районе Занарского кладбища переходит в улицу Севрюкова.

## Достопримечательности

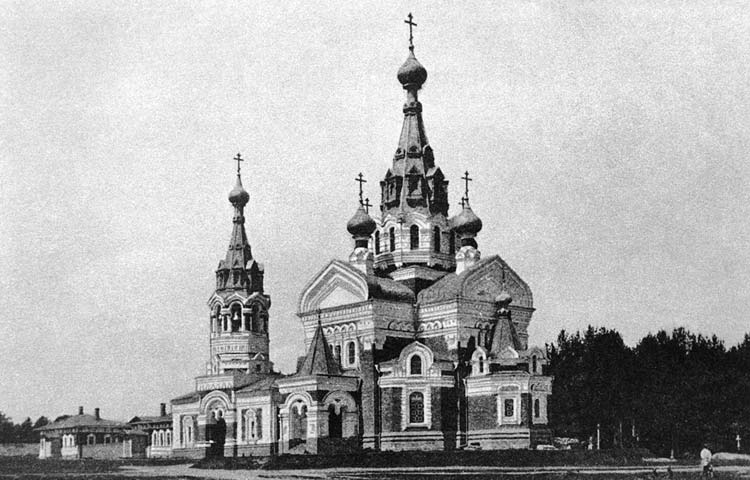
Храм Спаса Нерукотворного в 1905 году

На улице Чернышевского расположены следующие достопримечательности:
- Чернышевского, 4/55. Здание кузницы (конец XVIII века), исторический памятник федеральной категории охраны (Ф-176).[2][3]
- Чернышевского, 15. Церковь Святителя Николая Чудотворца (в Бутках) (1711 год).[1]
- Чернышевского, 52. Храм Спаса Нерукотворного (1896 год).[4]